# Маккоркиндейл, Саймон
Саймон Чарльз Пендеред Маккоркиндейл (англ. Simon Charles Pendered MacCorkindale; 12 февраля 1952 — 14 октября 2010) — британский актёр, режиссёр, продюсер.

## Биография
В детстве Саймон хотел пойти по стопам отца и стать пилотом воздушных сил. Однако затем увлекся театром, окончил «Студию 68», студию театрального искусства в Лондоне. Его сценический дебют состоялся в Белградском Театре в Ковентри в постановке «Он завещал её нации». Критика благосклонно оценила его роль в постановке «Пигмалиона» 1974 года.
Затем активно работал на телевидении. Среди его ролей: сэр Томас Уолсингема и Ромео в мелодраме «Ромео и Джульетта»; черствый ветеран в «Малыше»; поэта Зигфрида Сассуна в «Out of Battle»; наивного специалиста из Оксфорда в мелодраме «Три недели» по сценарию Элинор Глин.
Играл самые разные роли в самых разных картинах Великобритании и США, в числе которых можно выделить оскароносный триллер «Смерть на Ниле», где он сыграл роль Саймона Дойла, алчного молодого убийцы; фантастический сериал «Quatermass», драматический «Фэлкон Крест», приключенческая драма «Загадки песков» и фильм ужасов «Челюсти 3».
В 1990 году стал консультантом исполнительного продюсера и играл ведущую роль в сериале «Counterstrike», за которую был номинирован на премию «Джемини» как «Лучший актёр сериала».
В качестве продюсера работал на телесериалом «Королева мечей» в 2000 году и канадского телесериала «Искатели приключений» в 2002 году.
Жил на конной ферме около Эксмура со своей женой, британской актрисой Сьюзан Джордж, на которой женат с 1984 года. Его первый брак с актрисой Фионой Фуллертон длился с 1976 по 1982 год.

## Избранная фильмография
| Год       |   | Русское название        | Оригинальное название      | Роль                    |
| --------- | - | ----------------------- | -------------------------- | ----------------------- |
| 1976      | с | Я, Клавдий              | I, Claudius                | Луций Цезарь            |
| 1978      | ф | Смерть на Ниле          | Death On The Nile          | Саймон Дойл             |
| 1982      | ф | Меч и колдун            | The Sword And The Sorcerer | Мика                    |
| 1983      | ф | Челюсти 3               | Jaws 3                     | Филипп Фитцройс         |
| 1984—1986 | с | Фэлкон Крест            | Falcon Crest               | Грэг Рирдон             |
| 1999      | с | Полтергейст: Наследие   | Poltergeist: The Legacy    | Рид Хортон              |
| 2001      | с | Королева мечей          | Queen of Swords            | капитан Чарльз Уэнтворт |
| 2001—2002 | с | Охотники за древностями | Relic Hunter               | Фабрис де Вига          |
| 2010      | ф | Тринадцать часов        | 13Hrs                      | Дункан                  |
| 2010      | с | Новые трюки             | New Tricks                 | сэр Дэвид Брайант       |